# Ana María Iriarte
Ana María Beruete Iriarte (Madrid, 23 de enero de 1927- Picasent, 4 de febrero de 2025) fue una cantante lírica con tesitura de mezzosoprano, española, que obtuvo importantes éxitos en la década de 1950. En 2006, creó la fundación que lleva su nombre, con el objetivo de promover la difusión de obras inéditas tanto de música española como internacional.

## Trayectoria
Creció en una familia en la que la música tenía una presencia importante ya que dos de sus hermanos eran cantantes, otros dos instrumentista y su madre pianista. Inició su formación elemental en el Colegio Alemán de Madrid y los estudios de canto en el Real Conservatorio Superior de Música de Madrid con José Luis Lloret, Lola Rodríguez Aragón y Ramona Nieto. Al finalizarlos, se trasladó a Viena para perfeccionar su estilo en las disciplinas de oratorio, ópera y lied con Radó, Reichert y Werba. Más tarde, en Milán, recibió clases de Elvira de Hidalgo, Mercedes Llopart y Carmen Melis y en París de Pierre Bernac.
Comenzó interpretando papeles de soprano lírica en óperas de Puccini como Madama Butterfly. Su debut profesional lo realizó con diez y ocho años, el 4 de diciembre de 1945, en el Teatro Apolo de Valencia con El soñador de Salvador Giner Vidal, que no se representaba desde su estreno en el año 1901, junto al barítono Juan Gual y el bajo Aníbal Vela. El gran éxito llegó dos meses después, con su destacada interpretación de Amneris en la ópera Aida en el Teatro Principal de la misma ciudad. En esta ocasión, compartió escenario con María Clara Alcalá, Cristóbal Altube, Pablo Vidal y Aníbal Vela. Su actuación fue muy ovacionada  especialmente durante el dúo del tercer acto y la escena del juicio. Posteriormente, interpretó los papeles de Charlotte en Werther, Santuzza en Cavalleria Rusticana y debutó el rol principal de Carmen, obras con las que también obtuvo gran éxito en Bilbao. Además, tuvo una notable participación en la ópera Tosca, junto a Esteban Leoz. En 1946, hizo su presentación en Madrid con el papel de Leonora de la ópera La favorita junto al tenor Mario Filippeschi, que arrancó grandes aplausos. Su interpretación de Cecilia, de la ópera Las golondrinas, junto al barítono Raimundo Torres (Puck) y la soprano Celia Langa (Lina) fue bien recibida por la crítica que valoró su voz, presencia, naturalidad, temperamento y precisión. Posteriormente, participó en varios conciertos con la Orquesta de Cámara de Madrid, bajo la dirección de Ataúlfo Argenta. En 1949, estrenó la zarzuela La duquesa del candil, del compositor Jesús García Leoz, en el Teatro Madrid, acompañada por Matilde Vázquez, Manuel Ausensi y Manuel Gas.
En 1951 participó en las representaciones de Madrid en la zarzuela en el Teatro Español, una serie de actos que incluyeron tres conciertos y tres representaciones de obras del género chico. En estas funciones, interpretó los papeles de Casta en La verbena de la Paloma, Manuela en Agua, azucarillos y aguardiente y Mari-Pepa en La Revoltosa. Ese mismo año, inauguró el Primer Festival de Música y Danza de Granada junto a la Orquesta Nacional de España bajo la dirección de Ataulfo Argenta y a continuación, realizó una gira por Francia, Bélgica y Suiza. Además, actuó en el Royal Festival Hall con la Orquesta Filarmónica de Londres. En el ámbito de la ópera contemporánea, participó en el estreno mundial de Don Perlimplín, ópera del compositor Vittorio Rieti basada en la obra de Federico García Lorca, presentada en el Festival Siglo XX de París. Durante los siguientes años, cantó en Viena La fábula de Orfeo, acompañada por instrumentos antiguos, así como la Cantata de Ígor Stravinski y la Sinfonía n.º 9 de Beethoven.
En esos años fue considerada la mezzo-soprano más joven del mundo y en 1956, el director José Tamayo la eligió para interpretar el papel de Beltrana en la zarzuela Doña Francisquita con la que se conmemoró el centenario y se reabrió el Teatro de la Zarzuela, alternando el papel con Inés Rivadeneira, mientras que el rol de Francisquita estuvo a cargo de Ana María Olaria y Lina Huarte y el de Fernando fue interpretado por los tenores Alfredo Kraus, Carlos Munguía y Agustín Godoy. Poco después, esta zarzuela se representó, con el libreto traducido al alemán, en el Volksoper de Viena donde Iriarte volvió a interpretar a Beltrana siendo la única cantante española en el reparto. Durante los siguientes cuatro años, llevó a cabo una gira por las principales capitales de Francia, con las óperas Carmen y Sanson y Dalila, consolidándose como una destacada figura en el repertorio operístico y de zarzuela. Sus grabaciones de zarzuelas, muchas de ellas realizadas bajo la dirección de Ataúlfo Argenta, están muy bien valoradas y son consideradas referente.
En 1960, dos años después del fallecimiento de Ataúlfo Argenta, Iriarte tomó la decisión de retirarse de los escenarios por motivos familiares. Su última actuación, cuando contaba treinta y dos años, tuvo lugar en el Teatro Municipal de Burdeos, cantando el papel protagonista de Carmen. A pesar de su retiro, Iriarte no abandonó el mundo del canto. En los años siguientes, se dedicó a la enseñanza de técnica vocal e interpretación en su escuela privada de la que han salido cantantes como María José Montiel, Ewa Hyla o José García Quijada. Impartió cursos de interpretación en el Concurso Internacional de Canto Francisco Viñas y un curso sobre Arte Lírico Español y Zarzuela en la Universidad de Portland.
Además de su labor docente, Iriarte creó la Fundación Ana Maria Iriarte con el objetivo de promover la difusión de obras inéditas tanto de música española como internacional. A través de esta Fundación, ha impulsado relevantes eventos musicales y ha fomentado el desarrollo de artistas jóvenes mediante el Concurso Internacional de Zarzuela Ana María Iriarte cuya primera edición, en 2010, se celebró en Gijón y tuvo como ganadores al tenor Andeka Gorrotxategui y a la soprano Teresa Vázquez. A partir de la segunda edición, que se celebró en 2012, el certamen se trasladó a Madrid, a la Escuela Superior de Canto. En esta ocasión, el primer premio fue para el tenor Alejandro González del Cerro, el segundo para la soprano Miren Urbieta y el tercero para el tenor Javier Alonso. La tercera edición tuvo como ganadora del primer premio a la soprano Mónica Campaña; del segundo, al tenor Eduardo Aladren y del tercero, al bajo Francisco Crespo. En la cuarta y última edición, el primer premio fue para el tenor Carlos Fidalgo, el segundo para la soprano Ximena Agurto y el tercero para el tenor David Barrera.
El 19 de septiembre de 2008, tuvo lugar, en el Teatro de la Zarzuela, el estreno absoluto de la ópera La Celestina, que Joaquín Nin-Culmell compuso sobre el drama de Calixto y Melibea escrito por Fernando de Rojas y no pudo estrenar en vida. Fue producida por la Fundación Ana María Iriarte con la colaboración de la Sociedad Estatal de Conmemoraciones Estatales y del propio teatro. La dirección artística corrió a cargo de Iriarte.

## Reconocimientos
A lo largo de su carrera, recibió varios galardones, entre ellos el Premio Nacional de Canto Lucrecia Arana, del Real Conservatorio de Música de Madrid. En 1952 fue Premio Nacional de Teatro y ese mismo año obtuvo el Grand Prix du Disque de París por su grabación, con Ataúlfo Argenta de El amor brujo. En 2013, fue galardonada con el Premio de la Sociedad de Artistas Intérpretes o Ejecutantes de España (AIE). El 15 de octubre de 2010, la Tertulia Musical Tomás Marco del Casino de Madrid le rindió homenaje con la participación de alumnos, amigos y compañeros.

## Vida privada
Iriarte estuvo casada con Enrique Inurrieta (fallecido en Madrid a los en 2001, a los 87 años), consejero delegado de Discos Columbia.
Del matrimonio nacieron una hija y dos hijos. Uno de ellos, Alejandro, fue concejal del PSOE en el ayuntamiento de Madrid.